# Square de la Place-Étienne-Pernet
Le square de la Place-Étienne-Pernet est un square du 15e arrondissement de Paris.

## Situation et accès
Le square est situé au 30, place Étienne-Pernet, derrière l’église Saint-Jean-Baptiste de Grenelle.
Il est desservi par la ligne 8 à la station Félix Faure.

## Origine du nom
Il est nommé en hommage à Étienne Pernet (1824-1899), un prêtre catholique français, fondateur de l'ordre des Petites Sœurs de l'Assomption.

## Historique
Aménagé en 1938, il occupe une superficie comprise entre 410 m2 et 640 m2 selon les sources. On y trouve des tilleuls, une fontaine et des jardinières.